# Кузяевский сельсовет (Краснополянский район)
Кузяевский сельсовет — упразднённая административно-территориальная единица, существовавшая на территории Московской губернии и Московской области до 1939 года.
Кузяевский сельсовет был образован в первые годы советской власти. По данным 1924 года он входил в состав Трудовой волости Московского уезда Московской губернии.
23 ноября 1925 года из Кузяевского с/с был выделен Трутневский с/с.
По данным 1926 года в состав сельсовета входил 1 населённый пункт — деревня Кузяево.
В 1929 году Кузяевский с/с был отнесён к Коммунистическому району Московского округа Московской области. При этом к нему был присоединён Трутневский (селения Зараменье, Лупаново, Малое Чёрное и Трутнево) с/с.
4 января 1939 года Кузяевский с/с был передан в новый Краснополянский район.
17 июля 1939 года Кузяевский с/с был упразднён. При этом его территория (селения Зараменье, Кузяево, Лупаново, Малое Чёрное и Труднево) была передана в Белорастовский с/с.